# 2008-as Tour de France
A 2008-as Tour de France a Tour de France kerékpárverseny 95., 2008-as kiírása, amely július 5-én kezdődött és július 27-én fejeződött be. A verseny össztávja 3554 km volt. A versenyzők Brestből indultak és Párizsba érkeztek meg a Champs-Élysées-re. 40 év után a verseny először nem  időfutammal kezdődött, hanem országúti etappal. Először a Pireneusok hegyeit mászták meg, utána az Alpok következett. Két időfutam, valamint két pihenőnap volt. A 2008-as Tour legmagasabb pontja a 2802 méter magas Col de la Bonnette-Restefonds.

## Részt vevő csapatok
- Amerikai Egyesült Államok

Garmin–Chipotle (GAR)
Team Columbia (COL)
- Belgium

Quick Step (QST)
Silence–Lotto (SIL)
- Dánia

Team CSC Saxo Bank (CSC)
- Egyesült Királyság

Barloworld (BAR)
- Franciaország

Ag2r–La Mondiale (ALM)
Agritubel (AGR)
Bouygues Télécom (BTL)
Cofidis (COF)
Crédit Agricole (C.A)
Française des Jeux (FDJ)
- Hollandia

Rabobank (RAB)
- Németország

Gerolsteiner (GST)
Team Milram (MRM)
- Olaszország

Lampre (LAM)
Liquigas (LIQ)
- Spanyolország

Caisse d'Epargne (GCE)
Euskaltel–Euskadi (EUS)
Saunier Duval–Scott (SDV)

## Szakaszok
| Szakasz | Végpontok      | Végpontok              | Hossz     |                 | Jelleg            | Időpont               |
| Szakasz | Rajt           | Cél                    | Hossz     |                 | Jelleg            | Időpont               |
| ------- | -------------- | ---------------------- | --------- | --------------- | ----------------- | --------------------- |
| 1.      | Brest          | Plumelec               | 195 km    | sík szakasz     | sík szakasz       | július 5., szombat    |
| 2.      | Auray          | Saint-Brieuc           | 165 km    | sík szakasz     | sík szakasz       | július 6., vasárnap   |
| 3.      | Saint-Malo     | Nantes                 | 195 km    | sík szakasz     | sík szakasz       | július 7., hétfő      |
| 4.      | Cholet         | Cholet                 | 29 km     | egyéni időfutam | egyéni időfutam   | július 8., kedd       |
| 5.      | Cholet         | Châteauroux            | 230 km    | sík szakasz     | sík szakasz       | július 9., szerda     |
| 6.      | Aigurande      | Super-Besse            | 195 km    | közepes szakasz | sík/hegyi szakasz | július 10., csütörtök |
| 7.      | Brioude        | Aurillac               | 158 km    | közepes szakasz | sík/hegyi szakasz | július 11., péntek    |
| 8.      | Figeac         | Toulouse               | 174 km    | sík szakasz     | sík szakasz       | július 12., szombat   |
| 9.      | Toulouse       | Bagnčres-de-Bigorre    | 222 km    | hegyi szakasz   | hegyi szakasz     | július 13., vasárnap  |
| 10.     | Pau            | Hautacam               | 154 km    | hegyi szakasz   | hegyi szakasz     | július 14., hétfő     |
| Pau     | Pau            | Pau                    | pihenőnap | pihenőnap       | pihenőnap         | július 15., kedd      |
| 11.     | Lannemezan     | Foix                   | 166 km    | közepes szakasz | sík/hegyi szakasz | július 16., szerda    |
| 12.     | Lavelanet      | Narbonne               | 168 km    | sík szakasz     | sík szakasz       | július 17., csütörtök |
| 13.     | Narbonne       | Nîmes                  | 182 km    | sík szakasz     | sík szakasz       | július 18., péntek    |
| 14.     | Nîmes          | Digne-les-Bains        | 182 km    | sík szakasz     | sík szakasz       | július 19., szombat   |
| 15.     | Embrun         | Prato Nevoso           | 183 km    | hegyi szakasz   | hegyi szakasz     | július 20. vasárnap   |
| Cuneo   | Cuneo          | Cuneo                  | pihenőnap | pihenőnap       | pihenőnap         | július 21., hétfő     |
| 16.     | Cuneo          | Jausiers               | 157 km    | hegyi szakasz   | hegyi szakasz     | július 22., kedd      |
| 17.     | Embrun         | L'Alpe-d'Huez          | 210 km    | hegyi szakasz   | hegyi szakasz     | július 23., szerda    |
| 18.     | Bourg-d'Oisans | Saint-Étienne          | 197 km    | közepes szakasz | sík/hegyi szakasz | július 24., csütörtök |
| 19.     | Roanne         | Montluçon              | 163 km    | sík szakasz     | sík szakasz       | július 25., péntek    |
| 20.     | Cérilly        | Saint-Amand-Montrond   | 53 km     | egyéni időfutam | egyéni időfutam   | július 26., szombat   |
| 21.     | Etampes        | Párizs, Champs-Élysées | 143 km    | sík szakasz     | sík szakasz       | július 27. vasárnap   |

## Végeredmények

### Az összetett verseny végeredménye
A Tour de France-on az összetettben első helyezett viseli a sárga trikót.

|     | Versenyző             | Csapat             | Idő         |
| --- | --------------------- | ------------------ | ----------- |
| 1.  | Carlos Sastre         | Team CSC Saxo Bank | 87h 52' 52" |
| 2.  | Cadel Evans           | Silence–Lotto      | + 58"       |
| 3.  | Bernhard Kohl         | Gerolsteiner       | + 1' 13"    |
| 4.  | Gyenyisz Menysov      | Rabobank           | + 2' 10"    |
| 5.  | Christian Vande Velde | Garmin–Chipotle    | + 3' 05"    |
| 6.  | Fränk Schleck         | Team CSC Saxo Bank | + 4' 28"    |
| 7.  | Samuel Sánchez        | Euskaltel–Euskadi  | + 6' 25"    |
| 8.  | Kim Kirchen           | Team Columbia      | + 6' 55"    |
| 9.  | Alejandro Valverde    | Caisse d'Epargne   | + 7' 12"    |
| 10. | Tadej Valjavec        | Ag2r–La Mondiale   | + 9' 05"    |
| 11. | Vlagyimir Jefimkin    | Ag2r–La Mondiale   | + 9' 55"    |
| 12. | Andy Schleck          | Team CSC Saxo Bank | + 11' 32"   |
| 13. | Roman Kreuziger       | Liquigas           | + 12' 59"   |
| 14. | Sandy Casar           | Française des Jeux | + 19' 23"   |
| 15. | Amaël Moinard         | Cofidis            | + 23' 31"   |
| 16. | Mikel Astarloza       | Euskaltel–Euskadi  | + 23' 40"   |
| 17. | Kansztancin Szivszov  | Team Columbia      | + 24' 55"   |
| 18. | Alekszandr Bocsarov   | Crédit Agricole    | + 27' 11"   |
| DQ  | Dmitrij Fofonov       | Crédit Agricole    | + 28' 31"   |
| 20. | Vincenzo Nibali       | Liquigas           | + 28' 33"   |
| 21. | Stéphane Goubert      | Ag2r–La Mondiale   | + 31' 50"   |
| 22. | Laurens ten Dam       | Rabobank           | + 32' 59"   |
| 23. | Maxime Monfort        | Cofidis            | + 35' 41"   |
| 24. | Jaroszlav Popovics    | Silence–Lotto      | + 36' 24"   |
| 25. | Stefan Schumacher     | Gerolsteiner       | + 37' 20"   |
| 26. | Sylvester Szmyd       | Lampre             | + 44' 43"   |
| 27. | Marzio Bruseghin      | Lampre             | + 45' 19"   |
| 28. | Cyril Dessel          | Ag2r–La Mondiale   | + 46' 31"   |
| 29. | Christian Knees       | Team Milram        | + 47' 43"   |
| 30. | David Arroyo          | Caisse d'Epargne   | + 48' 23"   |

### Pontverseny
A pontverseny vezetője a Tour de France-on a zöld trikót viseli.

|     | Versenyző          | Csapat           | Pontok |
| --- | ------------------ | ---------------- | ------ |
| 1.  | Óscar Freire       | Rabobank         | 270    |
| 2.  | Thor Hushovd       | Crédit Agricole  | 220    |
| 3.  | Erik Zabel         | Team Milram      | 217    |
| 4.  | Leonardo Duque     | Cofidis          | 186    |
| 5.  | Kim Kirchen        | Team Columbia    | 155    |
| 6.  | Alejandro Valverde | Caisse d'Epargne | 136    |
| 7.  | Robert Hunter      | Barloworld       | 131    |
| 8.  | Robbie McEwen      | Silence–Lotto    | 129    |
| 9.  | Julian Dean        | Garmin–Chipotle  | 119    |
| 10. | Gerald Ciolek      | Team Columbia    | 116    |

### Hegyi pontverseny
A hegyi pontverseny vezetője a Tour de France-on a pöttyös trikót viseli.

|     | Versenyző          | Csapat             | Pontok |
| --- | ------------------ | ------------------ | ------ |
| 1.  | Bernhard Kohl      | Team Gerolsteiner  | 128    |
| 2.  | Carlos Sastre      | Team CSC Saxo Bank | 80     |
| 3.  | Fränk Schleck      | Team CSC Saxo Bank | 80     |
| 4.  | Thomas Voeckler    | Bouygues Télécom   | 65     |
| 5.  | Sebastian Lang     | Gerolsteiner       | 62     |
| 6.  | Stefan Schumacher  | Gerolsteiner       | 61     |
| 7.  | John-Lee Augustyn  | Barloworld         | 61     |
| 8.  | Alejandro Valverde | Caisse d'Epargne   | 58     |
| 9.  | Rémy Di Gregorio   | Française des Jeux | 52     |
| 10. | Egoi Martínez      | Euskaltel–Euskadi  | 51     |

### Fiatalok versenye
A 25 év alattiak közül a legjobb a Tour de France-on a fehér trikót viseli.

|     | Versenyző         | Csapat             | Idő          |
| --- | ----------------- | ------------------ | ------------ |
| 1.  | Andy Schleck      | Team CSC Saxo Bank | 88h 04' 24"  |
| 2.  | Roman Kreuziger   | Liquigas           | + 1' 27"     |
| 3.  | Vincenzo Nibali   | Liquigas           | + 17' 01"    |
| 4.  | Maxime Monfort    | Cofidis            | + 24' 09"    |
| 5.  | Eduardo Gonzalo   | Agritubel          | + 1h 08' 34" |
| 6.  | Thomas Lövkvist   | Team Columbia      | + 1h 13' 55" |
| 7.  | John-Lee Augustyn | Barloworld         | + 1h 24' 49" |
| 8.  | Peter Velits      | Team Milram        | + 1h 38' 17" |
| 9.  | Rémy Di Gregorio  | Française des Jeux | + 1h 38' 22" |
| 10. | Luis León Sánchez | Caisse d'Epargne   | + 1h 47' 07" |

### Csapatverseny
A legjobb csapat tagjai a Tour de France-on sárga rajtszámot viselnek.

|     | Csapat             | Idő          |
| --- | ------------------ | ------------ |
| 1.  | Team CSC Saxo Bank | 263h 29' 57" |
| 2.  | Ag2r–La Mondiale   | + 15' 35"    |
| 3.  | Rabobank           | + 1h 05' 26" |
| 4.  | Euskaltel–Euskadi  | + 1h 16' 26" |
| 5.  | Silence–Lotto      | + 1h 17' 25" |
| 6.  | Caisse d'Epargne   | + 1h 20' 28" |
| 7.  | Team Columbia      | + 1h 23' 00" |
| 8.  | Lampre             | + 1h 26' 24" |
| 9.  | Gerolsteiner       | + 1h 27' 40" |
| 10. | Crédit Agricole    | + 1h 37' 16" |

### Összegzés
| Szakasz (nyertes)                     | Összetett verseny Maillot jaune | Pontverseny Maillot vert | Hegyi pontverseny Maillot à pois rouges | Fiatalok versenye Maillot blanc | Csapatverseny Classement par équipe | Legaktívabb versenyző Prix de combativité |
| ------------------------------------- | ------------------------------- | ------------------------ | --------------------------------------- | ------------------------------- | ----------------------------------- | ----------------------------------------- |
| 1. szakasz (Alejandro Valverde)       | Alejandro Valverde              | Alejandro Valverde 1     | Thomas Voeckler                         | Riccardo Riccò                  | Caisse d'Epargne                    | Lilian Jégou                              |
| 2. szakasz (Thor Hushovd)             | Alejandro Valverde              | Kim Kirchen              | Thomas Voeckler                         | Riccardo Riccò                  | Caisse d'Epargne                    | Sylvain Chavanel                          |
| 3. szakasz (Samuel Dumoulin)          | Romain Feillu                   | Kim Kirchen              | Thomas Voeckler                         | Romain Feillu ²                 | Garmin–Chipotle                     | William Frischkorn                        |
| 4. szakasz (ITT) (Stefan Schumacher)  | Stefan Schumacher               | Kim Kirchen              | Thomas Voeckler                         | Thomas Lövkvist                 | Garmin–Chipotle                     | nem osztanak                              |
| 5. szakasz (Mark Cavendish)           | Stefan Schumacher               | Thor Hushovd             | Thomas Voeckler                         | Thomas Lövkvist                 | Garmin–Chipotle                     | Nicolas Vogondy                           |
| 6. szakasz (Alejandro Valverde)       | Kim Kirchen                     | Kim Kirchen 3, 4         | Sylvain Chavanel                        | Thomas Lövkvist                 | Garmin–Chipotle                     | Sylvain Chavanel                          |
| 7. szakasz (Luis León Sánchez)        | Kim Kirchen                     | Kim Kirchen 3, 4         | David de la Fuente                      | Thomas Lövkvist                 | Team CSC Saxo Bank                  | Luis León Sánchez                         |
| 8. szakasz (Mark Cavendish)           | Kim Kirchen                     | Óscar Freire             | David de la Fuente                      | Thomas Lövkvist                 | Team CSC Saxo Bank                  | Laurent Lefèvre                           |
| 9. szakasz (Vlagyimir Jefimkin)       | Kim Kirchen                     | Kim Kirchen 4            | David de la Fuente                      | Andy Schleck                    | Team CSC Saxo Bank                  | Sebastian Lang                            |
| 10. szakasz (Leonardo Piepoli)        | Cadel Evans                     | Óscar Freire             | Riccardo Riccò 6                        | Riccardo Riccò 5                | Saunier Duval–Scott 6               | Rémy Di Gregorio                          |
| 11. szakasz (Kurt Asle Arvesen)       | Cadel Evans                     | Óscar Freire             | Riccardo Riccò 6                        | Riccardo Riccò 5                | Team CSC Saxo Bank                  | Amaël Moinard                             |
| 12. szakasz (Mark Cavendish)          | Cadel Evans                     | Óscar Freire             | Sebastian Lang                          | Vincenzo Nibali                 | Team CSC Saxo Bank                  | Arnaud Gérard                             |
| 13. szakasz (Mark Cavendish)          | Cadel Evans                     | Óscar Freire             | Sebastian Lang                          | Vincenzo Nibali                 | Team CSC Saxo Bank                  | Niki Terpstra                             |
| 14. szakasz (Óscar Freire)            | Cadel Evans                     | Óscar Freire             | Sebastian Lang                          | Vincenzo Nibali                 | Team CSC Saxo Bank                  | José Iván Gutiérrez                       |
| 15. szakasz (Simon Gerrans)           | Fränk Schleck                   | Óscar Freire             | Bernhard Kohl                           | Vincenzo Nibali                 | Team CSC Saxo Bank                  | Egoi Martínez                             |
| 16. szakasz (Cyril Dessel)            | Fränk Schleck                   | Óscar Freire             | Bernhard Kohl                           | Andy Schleck                    | Team CSC Saxo Bank                  | Stefan Schumacher                         |
| 17. szakasz (Carlos Sastre)           | Carlos Sastre                   | Óscar Freire             | Bernhard Kohl                           | Andy Schleck                    | Team CSC Saxo Bank                  | Peter Velits                              |
| 18. szakasz (Marcus Burghardt)        | Carlos Sastre                   | Óscar Freire             | Bernhard Kohl                           | Andy Schleck                    | Team CSC Saxo Bank                  | Marcus Burghardt                          |
| 19. szakasz (Sylvain Chavanel)        | Carlos Sastre                   | Óscar Freire             | Bernhard Kohl                           | Andy Schleck                    | Team CSC Saxo Bank                  | Sylvain Chavanel                          |
| 20. szakasz (ITT) (Stefan Schumacher) | Carlos Sastre                   | Óscar Freire             | Bernhard Kohl                           | Andy Schleck                    | Team CSC Saxo Bank                  | nem osztanak                              |
| 21. szakasz (Gert Steegmans)          | Carlos Sastre                   | Óscar Freire             | Bernhard Kohl                           | Andy Schleck                    | Team CSC Saxo Bank                  | Nicolas Vogondy                           |
| Végeredmény                           | Carlos Sastre                   | Óscar Freire             | Bernhard Kohl                           | Andy Schleck                    | Team CSC Saxo Bank                  | Sylvain Chavanel                          |

Magyarázat:

1 A 2. szakaszon Alejandro Valverde – az 1. szakasz győztese – viselte a sárga trikót, a zöld trikót pedig Philippe Gilbert.

² A 4. szakaszon Romain Feillu – az összetettben első – hordta a sárga trikót, így Andy Schlecken volt a fehér trikó.

³ A 7. szakaszon Kim Kirchen – az összetettben vezető – viselte a sárga trikót, ezért a zöld trikó Thor Hushovdon volt.

4 A 8. és a 10. szakaszon az összetett első Kim Kirchenen volt a sárga trikó, így a zöld trikót Óscar Freire hordta.

5 A 11. szakaszon a hegyi versenyben első Riccardo Riccò viselte a pöttyös trikót, így a fehér trikót Vincenzo Nibali ölthette magára.

6 A 12. szakasz előtt Riccardo Riccòt kizárták a versenyről doppingfogyasztás miatt, csapata, a Saunier Duval pedig visszalépett. Ezért a szakaszon Vincenzo Nibali hordta a fehér trikót, a pöttyös trikó pedig senkin sem volt.

## Statisztika

### Nyertesek/nemzet
| Ország         | Győzelmek száma | Győztesek + Győzelmek száma                                              |
| -------------- | --------------- | ------------------------------------------------------------------------ |
| Spanyolország  | 4               | Alejandro Valverde 1,Luis León Sánchez 1, Óscar Freire 1,Carlos Sastre 1 |
| Nagy-Britannia | 4               | Mark Cavendish 4                                                         |
| Franciaország  | 3               | Samuel Dumoulin 1, Cyril Dessel 1, Sylvain Chavanel 1                    |
| Németország    | 3               | Stefan Schumacher 2, Marcus Burghardt 1                                  |
| Olaszország    | 3               | Riccardo Riccò 2,Leonardo Piepoli 1                                      |
| Norvégia       | 2               | Thor Hushovd 1, Kurt Asle Arvesen 1                                      |
| Ausztrália     | 1               | Simon Gerrans 1                                                          |
| Belgium        | 1               | Gert Steegmans 1                                                         |

### Nyertesek/csapat
| Csapat              | Győzelmek száma | Győztesek + Győzelmek száma               |
| ------------------- | --------------- | ----------------------------------------- |
| Team Columbia       | 5               | Mark Cavendish 4, Marcus Burghardt 1,     |
| Saunier Duval–Scott | 3               | Riccardo Riccò 2, Leonardo Piepoli 1      |
| Caisse d'Epargne    | 2               | Alejandro Valverde 1, Luis León Sánchez 1 |
| Cofidis             | 2               | Samuel Dumoulin 1, Sylvain Chavanel 1     |
| Crédit Agricole     | 2               | Thor Hushovd 1, Simon Gerrans 1           |
| Gerolsteiner        | 2               | Stefan Schumacher 2                       |
| Team CSC Saxo Bank  | 2               | Kurt Asle Arvesen 1, Carlos Sastre 1      |
| Ag2r–La Mondiale    | 1               | Cyril Dessel 1                            |
| Rabobank            | 1               | Óscar Freire 1                            |
| Quick Step          | 1               | Gert Steegmans 1                          |

## Dopping
A 2008-as verseny sem múlt el doppingbotrányok nélkül, annak ellenére, hogy a francia kormány július 3-án új törvényt iktatott be, mely szerint a tiltott szerek használata és kereskedelme bűncselekménynek számít.
Az első pozitív mintát a spanyol veterán Manuel Beltrán produkálta, rögtön az első szakasz után eritropoetin (EPO) használatára való nyomokat találtak a vérében. Beltránt csapata, a Liquigas azonnal visszaléptette a további versenytől és felbontotta szerződését.
A 11. szakasz előtt a Barloworld spanyol kerékpárosa, Moisés Dueñas nem állt rajthoz, miután kiderült, hogy a 4. szakasz után  vérében EPO-t találtak. A versenyzőt felfüggesztették és a Barloworld cég bejelentette, hogy nem támogatja tovább a csapatot.
A legnagyobb botrány a 12. szakasz előtt robbant ki. A szakasz előtt a Saunier Duval–Scott teljes csapata visszalépett a versenytől, miután kiderült, hogy a csapat vezére, Riccardo Riccò pozitív mintát produkált egy újfajta harmadik generációs EPO-ra, az ún. MIRCERA-ra (Metoxi polietilén glikol-epoetin béta).
Riccòt csapata azonnal menesztette, Leonardo Piepolival együtt, akinél a vezetés "a csapat morális kódexének megsértését" hozta fel indokként. Később Riccó és Piepoli is bevallotta bűnösségét.
Riccó és csapata korábban dominált a hegyi szakaszokon: Riccò két, Piepoli egy szakaszt nyert. A két főszponzor közül a Saunier Duval visszavonta támogatását és a Scott vette át a névadó szerepét, a csapat ezután Scott-American Beef néven fog futni év végéig.
Ugyancsak MIRCERA nyomaira bukkantak a német Stefan Schumacher vérében is, aki mind a két egyéni időfutamot megnyerte.
A befejező szakasz után bejelentették, hogy a kazah Dmitrij Fofonov, a Crédit Agricole versenyzője pozitív mintát adott le, vérében heptaminolt találtak. Szerződését azonnal felbontotta a francia csapat.